# Caraval y servical
El Caraval, también llamado Cara-Serval, es el cruce entre una serval hembra y un caracal macho. Tienen un patrón de manchas similares a las del serval, pero en un fondo más oscuro. Estos son criados para el mercado de mascotas.
Su contraparte, el Servical es el cruce entre un serval macho y una caracal hembra. Una camada de servicales ocurrió por accidente, cuando los dos animales se mantuvieron en el mismo recinto en el zoológico de Los Ángeles. Los híbridos fueron entregados a un refugio de animales.
En teoría, estos híbridos pueden retrocruzarse a sus especies progenitoras de varias maneras:
- Ser-caraval (¾ serval, ¼ caracal) - un cruce entre un serval macho y una caraval hembra.
- Car-servical (¾ caracal, ¼ serval): un cruce entre un caracal macho y una hembra servical.
- Ser-servical (¾ serval, ¼ caracal): un serval macho y una hembra de servical.
- Car-caraval (¾ caracal, ¼ serval): un caracal macho y una hembra de caraval.